# Ekran projekcyjny

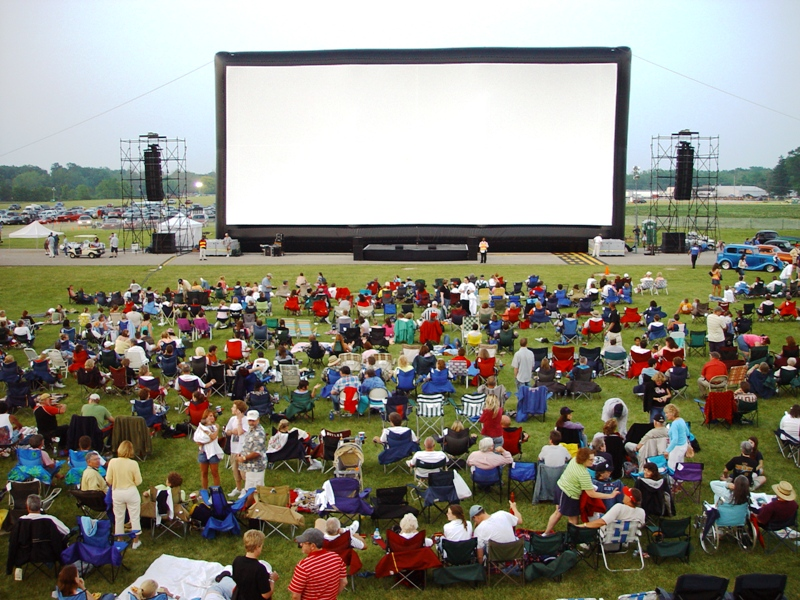
Nadmuchiwany, plenerowy ekran projekcyjny w amerykańskim mieście Marion w stanie Indiana

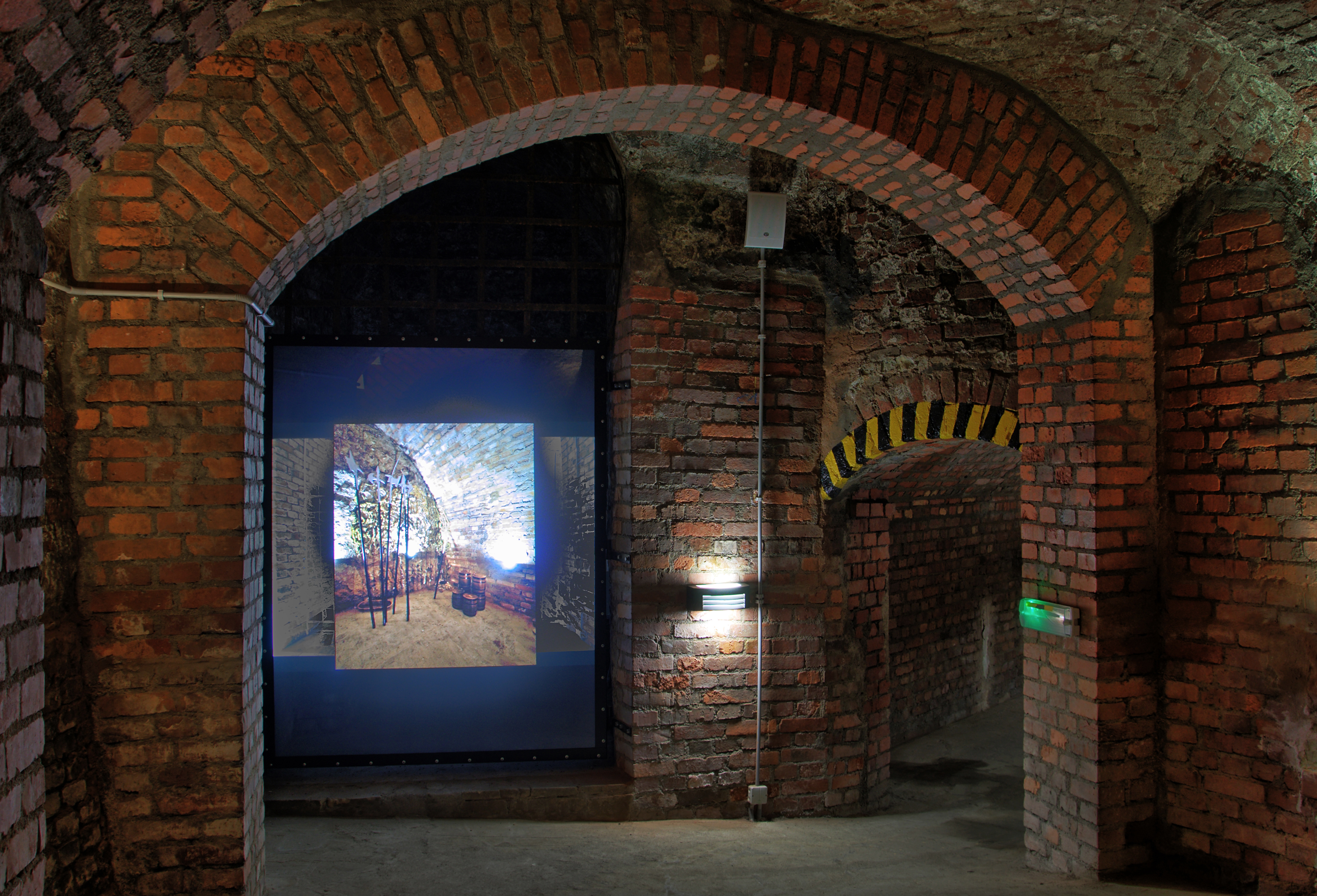
Ekran projekcyjny w Podziemnej Trasie Turystycznej w Kłodzku

Ekran projekcyjny – instalacja służąca do oglądania obrazu wyświetlanego za pomocą projektora, składająca się z powierzchni ekranowej oraz wspierających elementów konstrukcyjnych.
Ekrany projekcyjne występują w formie instalacji trwałych (na przykład w kinie), malowanych ścian, a także jako rozwijane ekrany: przenośne (na trójnogu), mocowane na ścianach lub sufitach. Powierzchnie ekranowe występują w wielu wariantach neutralnych odcieni koloru białego, począwszy od śnieżno-białego, aż do szarego, zarówno w wersji matowej, jak i błyszczącej. Dobór jaskrawości bieli zależy od poziomu jasności otoczenia w jakim będą się odbywały projekcje oraz od mocy oświetleniowej projektora. Inaczej dobiera się też materiał do treści filmowych, a inaczej do grafiki prezentacyjnej.
Zależnie od możliwości oraz zastosowanej optyki projektora, stosuje się ekrany o powierzchni płaskiej lub zakrzywionej w celu uzyskania pożądanej geometrii obrazu. Jednak w ogromnej większości ekrany występują w wersji płaskiej, zarówno ze względu na wygodę, jak i problematyczność, a co za tym idzie – koszty wykonania. Zakrzywione ekrany występują najczęściej w droższych, trwałych konstrukcjach, gdzie ekran jest jednym z elementów większego projektu całej sali kinowej.
Ekrany projekcyjne podzielić można również w zależności od sposobu umieszczenia projektora, na przeznaczone do projekcji frontowej oraz tylnej. Zadaniem tych pierwszych jest odbijanie światła poprzez wykorzystanie powierzchni refleksyjnej, w drugim przypadku ma się do czynienia z dyfuzyjnym przepuszczaniem światła. Najczęściej spotykane są rozwiązania, w których źródło światła znajduje się po tej samej stronie ekranu, co widownia.
Ekrany projekcyjne konstruuje się w wielu różnych rozmiarach, począwszy od małych ekranów (od 1 do 4 metrów) przeznaczonych dla słabych źródeł światła, takich jak episkop, diaskop, epidiaskop, czy projektor komputerowy, aż po olbrzymie ekrany kinowe czy koncertowe.